# Leprocaulon albicans
Leprocaulon albicans är en lavart som först beskrevs av Thore M. Fries och som fick sitt nu gällande namn av William Nylander. 
Leprocaulon albicans ingår i släktet Leprocaulon, klassen Lecanoromycetes, divisionen sporsäcksvampar och riket svampar. Inga underarter finns listade i Catalogue of Life.